# Heussé
Heussé település Franciaországban, Manche megyében. Lakosainak száma 213 fő (2018. január 1.). Heussé Le Teilleul, Désertines, Fougerolles-du-Plessis, Buais-les-Monts és Mantilly községekkel határos.

## Népesség
A település népességének változása:
| Lakosok száma | 437  | 401  | 339  | 302  | 267  | 247  | 232  | 225  | 214  | 213  |
|               | 1962 | 1968 | 1982 | 1990 | 1999 | 2008 | 2011 | 2013 | 2017 | 2018 |